# Haschachar (Magazin)

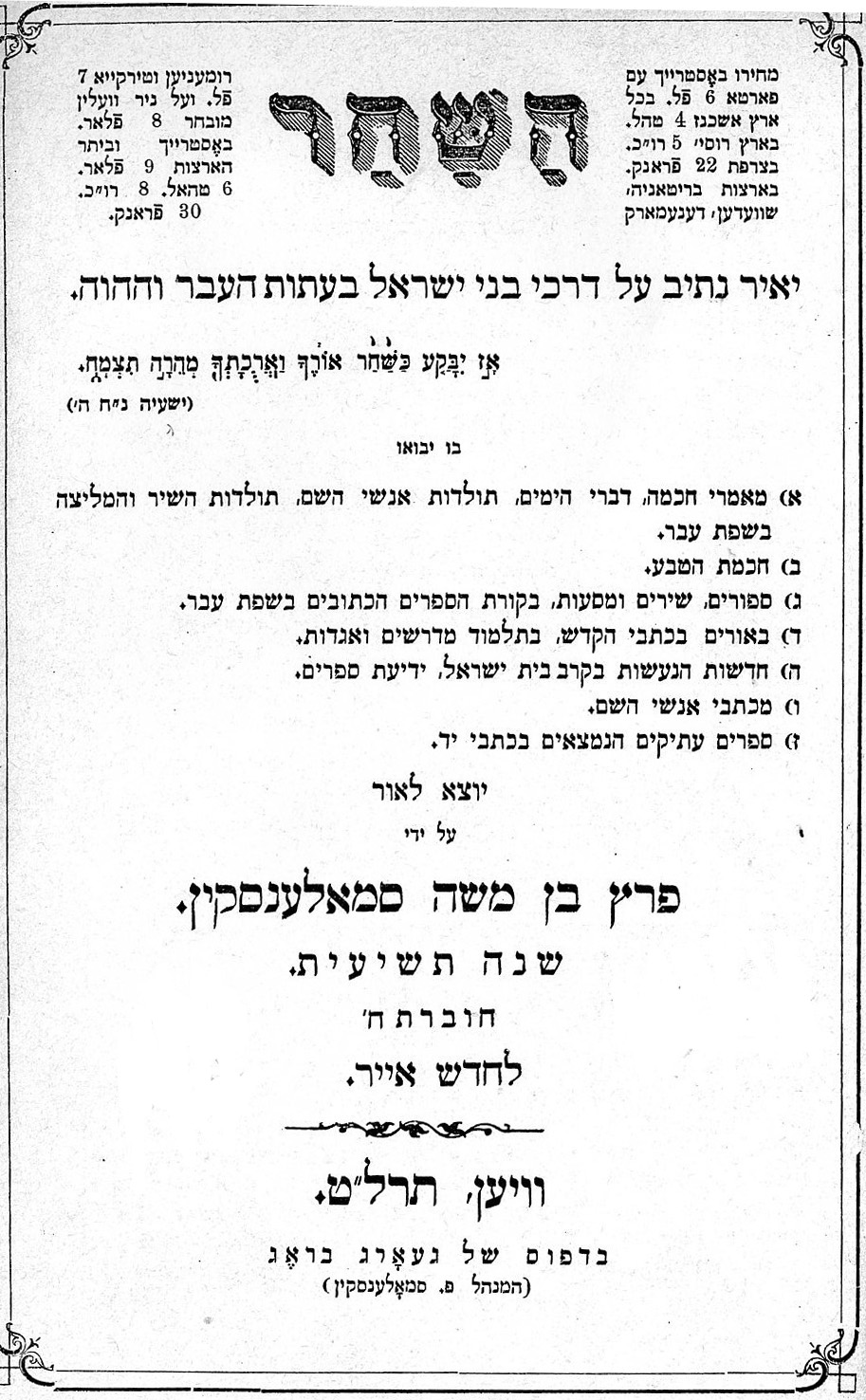
Ausgabe des Magazins von Mai 1879

Haschachar (hebräisch הַשַּׁחַר ‚Die Morgenröte‘) war ein hebräischsprachiges Monatsmagazin, welches von Peretz Smolenskin in den Jahren 1868 bis 1885 in Wien herausgegeben wurde und zur Zeit seines Bestehens zum wichtigsten Organ der Haskala wurde.
Smolenskin gründete das Magazin, um die Ideen der jüdischen Aufklärung unter der jüdischen Bevölkerung zu propagieren, hauptsächlich unter den osteuropäischen Juden. Smolenskin war gleichzeitig Redakteur der Haschachar und veröffentlichte in ihr Artikel, welche für die Verbreitung der hebräischen Sprache, für Nationalismus und die Rückkehr ins Heilige Land (Zionismus) warben. Ebenso veröffentlichte er darin seine radikalen und sozialistischen Ideen. So kritisierte er auf der einen Seite Rabbiner und die Mitglieder des orthodoxen Judentums, da sie nach seiner Ansicht unbeweglich und ignorant waren, und auf der anderen Seite gebildete Juden im Russischen Reich dafür, dass sie zur Assimilation aufriefen. Smolenskin veröffentlichte in der Zeitung Artikel, welche Moses Mendelssohn und die ihn umgebenden Menschen kritisierten, da diese seiner Meinung nach den nationalen jüdischen Geist vermissen ließen und so zu Assimilation und Untergang führen würden.
Das Monatsmagazin war durch europäische, meist deutsche Magazine aus der gleichen Zeit beeinflusst und enthielt zusätzlich Literatur, wissenschaftliche Artikel, Biographien und Nachrichten der jüdischen Welt. Sie wurde in ganz Europa veröffentlicht und war im Russischen Reich populär – auch wenn es dort zensiert wurde. Im damals zum Russischen Reich gehörigen Litauen wurde die Zeitung daher im Geheimen gelesen. Das Magazin hatte auch wirtschaftliche Schwierigkeiten, was zu temporären Veröffentlichungsausfällen führte. Abraham Bär Gottlober, ein ideologischer Gegner des Magazins, begründete die Zeitschrift HaBoker Or (הַבּוֹקֶר אוֹר ‚Der Morgen des Lichts‘) – als Gegenpol zur Haschachar. Unter den Autoren von Haschachar waren unter anderen Mordechai David Brandstädter, Jehuda Leib Gordon, Mosche Lilienblum, David Kahana und Schlomo Rubin (welcher das Magazin zu gründen und zu erstellen half) und Schlomo Mandelkern. In der Ausgabe von 1879 veröffentlichte Elieser Ben-Jehuda seinen ersten Artikel Eine gewichtige Frage in diesem Magazin. (Ursprünglich war der Titel Eine brennende Frage, wurde aber durch Smolenskins Intervention geändert.) Der Artikel befasste sich mit dem jüdischen nationalen Erwachen. Auch wurde die Wiedergeburt der hebräischen Sprache angesprochen.
Insgesamt gab es 12 Ausgaben. Mit dem Tod Smolenskins im Jahre 1885 wurde die Zeitschrift eingestellt.